# Stonefort, Illinois
Stonefort là một làng thuộc quận Williamson, tiểu bang Illinois, Hoa Kỳ. Năm 2010, dân số của làng này là 297 người.

## Dân số
Dân số qua các năm:
- Năm 2000: 292 người.
- Năm 2010: 297 người.